# Rómulo Aguerre
Rómulo Aguerre (* 30. Mai 1919 in Montevideo, Uruguay; † November 2002 ebenda) war ein uruguayischer Fotograf.
Der im montevideanischen Barrio Sur geborene Aguerre lernte zunächst Malen und Zeichnen bei seinem Onkel, dem Maler und Zeichner Ricardo Aguerre und war ein fotografischer Autodidakt. Ab 1933 arbeitete er für die Tageszeitung El Pueblo. Je nach Quellenlage eröffnete er 1934 oder 1937 in Montevideos Calle Maldonado sein erstes Fotostudio. 1968 richtete er zunächst eine Kunstgalerie in der Calle Colonia in Montevideo ein, zwei Jahre später folgte eine weitere in Punta del Este.
Aguerre nahm zwischen 1953 und 1988 fast jährlich an nationalen und internationalen Ausstellungen teil. Seine Werke waren unter anderem in Deutschland, Österreich, Belgien, Portugal, Italien, Finnland, Spanien, Polen, den USA, Argentinien und Brasilien zu sehen. Erstmals stellte er seine Werke 1954 in Montevideo in einer Einzelausstellung aus. Annähernd 20 weitere Einzelausstellungen folgten, darunter auch 50 Años - Retrospectiva im Jahre 1994, ebenfalls in seiner Geburtsstadt. In San Pablo gewann er 1954 den Ersten Preis im dortigen internationalen Fotokunst-Wettbewerb. 1957 erhielt er die Goldmedaille des Primer Salón Rioplatense del Retrato in Buenos Aires. Zehn Jahre später folgte seitens der FIAP die Zuerkennung der Auszeichnung EFIAP, Excellence FIAP. Beim 18. Nationalen Salon der Plastischen Kunst in Montevideo wurde ihm 1969 der Premio Adquisición verliehen, den er auch drei Jahre später im Rahmen des 20. Städtischen Salons erhielt. Die Alliance française in Uruguay zeichnete ihn 1977 im Bereich der Fotografie als Jahresbesten aus. Das Folgejahr hielt für ihn die Prämierung beim 26. Städtischen Salon der Plastischen Kunst in Montevideo mit dem Ersten Preis bereit. 1984 gewann er im von der Interamerikanische Entwicklungsbank ausgerichteten Wettbewerb der Plastischen Kunst ebenfalls den Ersten Preis.
Aguerres Werke befinden sich unter anderem im Museo Nacional de Artes Visuales (MNAV), dem Museo Juan Manuel Blanes (MJMB) sowie dem Museo de Artes Plasticas in Buenos Aires.